# 15ª Brigata fucilieri motorizzata delle guardie "Aleksandrija"
La 15ª Brigata autonoma fucilieri motorizzata delle guardie "Aleksandrija" per il mantenimento della pace (in russo 15-я отдельная гвардейская мотострелковая Александрийская бригада (миротворческая)?, 15-ja otdel'naja gvardejskaja motostrelkovaja Aleksandrijskaja brigada (mirotvorečeskaja), unità militare 90600) è un'unità di fanteria meccanizzata delle Forze terrestri russe, subordinata alla 2ª Armata combinata delle guardie del Distretto militare centrale e con base a Roščinskij nell'oblast' di Samara.
Si tratta dell'unica unità dedicata al peacekeeping delle Forze armate russe.

## Storia
Le origini della brigata risalgono a un battaglione della 75ª Brigata fucilieri di marina, costituita nell'autunno del 1941 durante la grande guerra patriottica nella RSS Kazaka. Il 17 marzo 1942 la brigata venne promossa a unità delle guardie, diventando la 3ª Brigata fucilieri delle guardie. Nel maggio successivo venne riorganizzata come 27ª Divisione fucilieri delle guardie, e i suoi battaglioni vennero quindi espansi in reggimenti, fra i quali il 76º Reggimento fucilieri delle guardie. Per l'eroismo dimostrato durante la battaglia di Berlino questo venne ufficialmente intitolato alla città l'11 giugno 1945. Dopo aver subito diversi cambi di numerazione nel corso della guerra fredda, durante la quale venne inquadrato come parte della 27ª Divisione nell'8ª Armata delle guardie del gruppo di forze sovietiche in Germania, dopo lo scioglimento dell'Unione Sovietica nel 1991 venne ribattezzato 589º Reggimento fucilieri motorizzato delle guardie e trasferito con tutta la divisione a Tockoe nell'oblast' di Orenburg.
L'attuale brigata è stata fondata il 1 febbraio 2005, con l'obiettivo di prendere parte alle missioni di mantenimento della pace sotto l'egida delle Nazioni Unite, a partire dal 589º Reggimento fucilieri motorizzato delle guardie "Berlino" della 27ª Divisione fucilieri delle guardie, dal quale ha ereditato titoli e tradizioni. Fra il dicembre 2005 e il novembre 2008 l'unità ha svolto compiti di mantenimento della pace nell'area del conflitto georgiano-abcaso. Nel 2008 elementi della brigata hanno anche preso parte alla guerra russo-georgiana.
A partire dal 2014 militari della brigata sono stati individuati operare in territorio ucraino nel corso della guerra del Donbass. Ad agosto l'unità ha partecipato ai combattimenti nel distretto di Lutuhyne. Anche nel corso del 2015 e del 2016 è stata accertata la presenza di elementi della brigata in Donbass.
Il 24 ottobre 2018 la brigata è stata insignita del titolo di "Aleksandrija", e l'anno successivo le è stata consegnata una copia dello stendardo del 5º Reggimento ussari di Aleksandrija, unità dell'Esercito imperiale russo fondata nel 1783. Perciò i titoli e le onorificenze di origine sovietica sono stati rimossi.
Nel novembre 2020, in seguito al trattato di pace che ha posto termine alla guerra nella regione, la brigata è stata schierata in Nagorno Karabakh. Secondo gli accordi 1960 militari, 90 veicoli corazzati e 380 altri mezzi militari sono stati inviati presso Step'anakert. Il 13 dicembre la brigata ha preso il controllo del villaggio di Hin Taghlar. All'inizio del 2021 le autorità dell'Azerbaigian hanno accusato l'unità e il comandante del contingente, tenente generale Rustam Muradov, di avere "un atteggiamento pro-Armenia, invece di assumere la posizione neutrale necessaria per l’attuazione dell’accordo di pace".

### Guerra russo-ucraina
A partire dal 24 febbraio 2022 la brigata ha preso parte all'invasione russa dell'Ucraina. Secondo un'indagine condotta da giornalisti ucraini il 28 febbraio l'unità ha occupato il villaggio di Peremoga nella regione di Kiev, dove le truppe russe hanno approntato una stanza per le torture e fucilato 5 civili. L'ordine per l'omicidio sarebbe arrivato direttamente dal comandante di un battaglione della brigata. La procura ucraina accusa inoltre i membri della brigata di diversi stupri commessi nel distretto di Brovary, e di torture e uccisioni ai danni di almeno tre residenti della regione di Černihiv, anche secondo i resoconti raccolti dal Wall Street Journal. Ad aprile un militare, nel corso di una telefonata intercettata, descrive torture, rapine e bombardamenti indiscriminati in un villaggio della regione di Charkiv.
La brigata ha inizialmente partecipato all'offensiva su Kiev, entrando in Ucraina da nordest, e operando principalmente dietro la linea del fronte fino al completo fallimento dell'operazione al ritiro di tutte le truppe russe dalla parte settentrionale del paese. Trasferita sul fronte di Charkiv ad aprile, a partire da maggio ha iniziato ad attaccare a sud di Zarične in direzione del fiume Donec, supportata da numerosi reparti di specnaz. Il 9 maggio è stata insignita del titolo di unità delle guardie. In seguito ha preso parte alla battaglia per la conquista della città di Lyman, conquistata il 26 maggio. A giugno lo stato maggiore delle Forze armate dell'Ucraina ha dichiarato di aver inflitto perdite alla brigata pari a due terzi degli effettivi, fra morti e feriti.
In seguito al successo della controffensiva ucraina nella regione di Charkiv del settembre 2022, i resti della brigata si sono ritirati nel territorio dell'autoproclamata Repubblica Popolare di Lugansk. L'unità ha quindi continuato ad operare nel settore di Svatove, dove nel luglio 2023 ha supportato un'offensiva condotta da numerose formazioni russe, come la 27ª Brigata fucilieri motorizzata e la 4ª Divisione corazzata, contro le posizioni tenute dalla 66ª e dalla 32ª Brigata meccanizzata dell'esercito ucraino.
Ad ottobre 2023 la brigata è stata trasferita a sud, dove è stata immessa come riserva insieme alla 21ª Brigata fucilieri motorizzata nell'imponente offensiva russa volta a circondare la città di Avdiïvka. Nel corso di diversi giorni di combattimenti contro le posizioni della 110ª Brigata meccanizzata ucraina ha subito gravi perdite, a fronte di guadagni territoriali minimali. Il 28 novembre è stata insignita dell'Ordine di Suvorov. All'inizio del 2024 la brigata ha preso parte alla fase finale dell'offensiva, che si è conclusa con la conquista della città il 17 febbraio. Nel corso di quattro mesi di combattimenti l'unità avrebbe subito perdite pari a oltre il 55% degli effettivi. Al fine di mantenere la capacità operativa nel corso delle operazioni ha assorbito personale mobilitato proveniente dal 1308º Reggimento fucilieri motorizzato (unità militare 78568). La 15ª e la 21ª Brigata hanno continuato ad attaccare il villaggio di Stepove, difeso dalla 47ª Brigata meccanizzata ucraina, anche nelle settimane successive. Alla fine di febbraio la 15ª Brigata è riuscita a occupare Stepove e a raggiungere il villaggio di Berdychi, dove è stata duramente impegnata dalle riserve ucraine affluite per fermare l'ulteriore avenzata russa; in questa zona i soldati della brigata sono riusciti a distruggere, per la prima volta nella guerra, due carri armati di produzione americana M1A1 Abrams in servizio nella 47ª Brigata meccanizzata.
In aprile 2024 insieme alla 30ª Brigata fucilieri motorizzata ha svolto un ruolo cruciale nel riuscito sfondamento russo in direzione di Očeretyne, avanzando sul fianco sinistro ed entrando il 24 aprile nel villaggio di Novobachmutivka. Nei giorni successivi si è rivolta verso nord, scontrandosi con la 115ª Brigata meccanizzata e la 109ª Brigata di difesa territoriale in direzione di Novokalynove. I successi ottenuti dalla brigata hanno però comportato perdite elevate, che sono state ripianate integrando i battaglioni d'assalto Arabat e Cedar (unità militare 69457), formati da ex componenti del Gruppo Wagner, e i superstiti del 1444º Reggimento fucilieri motorizzato (unità militare 95385), reclutato nell'oblast' di Samara e già gravemente danneggiato da un attacco missilistico dei sistemi HIMARS nel gennaio 2023. Alla fine di maggio, insieme alla 74ª Brigata fucilieri motorizzata, ha lanciato un importante assalto in direzione di Sokil, a est di Očeretyne, inizialmente senza ottenenere nessun guadagno territoriale. Il 19 luglio elementi della 1ª Brigata, 15ª Brigata, 30ª Brigata e 27ª Divisione fucilieri motorizzata hanno occupato il villaggio di Prohres, avanzando in direzione di Pokrovs'k.
All'inizio di agosto elementi della brigata sono stati trasferiti nell'oblast' di Kursk per contrastare l'offensiva ucraina in territorio russo, venendo schierati a difesa della cittadina di Korenevo. Successivamente anche il 1308º Reggimento subordinato alla brigata è stato impiegato a nordest di Sudža. A ottobre il grosso della brigata, sempre impiegato in direzione di Myrnohrad, è riuscito a superare il fiume Žuravka all'altezza di Hrodivka. Alla fine del mese elementi della brigata hanno preso parte alla battaglia per la conquista di Selydove. Il 16 novembre il distaccamento d'assalto della brigata, conosciuto come gli "Ussari Neri", ha conquistato il villaggio di Hryhoryvka, alcuni chilometri a nord-ovest di Selydove.
Secondo fonti russe la brigata, al 4 giugno 2025, avrebbe subito un numero di vittime confermate pari a oltre 12000 uomini, precisamente 7436 morti e 5253 dispersi, dovendo quindi rimpiazzare ogni soldato in servizio almeno tre volte. Durante l'estate la brigata ha continuato a combattere a ovest di Pokrovs'k, cercando di raggiungere i villaggi di Kotlyne e Udačne lungo la strada T-0406.

## Struttura
- Comando di brigata[54]
- 1º Battaglione fucilieri motorizzato
- 2º Battaglione fucilieri motorizzato
- 3º Battaglione fucilieri motorizzato
- Battaglione corazzato (T-72BM)
- Battaglione missilistico contraereo (Tor-M1)
- Battaglione artiglieria missilistica contraerei (9K35 Strela-10, 2K22 Tunguska e 9K38 Igla)
- Battaglione genio
- Battaglione ricognizione
- Battaglione comunicazioni
- Battaglione manutenzione
- Battaglione logistico
- Compagnia comando
- Compagnia guerra elettronica
- Compagnia UAV
- Compagnia difesa NBC
- Compagnia cecchini
- Compagnia medica

## Comandanti
- Colonnello Sergej Kuzovlev (2005 - 2008)
- Colonnello Oleg Suvalov (2008 - 2010)
- Colonnello Viktor Kindeev (2010)
- Colonnello Konstantin Stepaniščev (2011 - 2013)
- Colonnello Vitalij Gerasimov (2013 - 2014)
- Colonnello Nikolaj Zacharov (2014 - 2016)
- Colonnello Aleksej Avdeev (2016 - 2018)
- Colonnello Konstantin Nečaev (2018 - 2020)
- Tenente colonnello Pavel Eršov (2020 - 2021)
- Tenente colonnello Andrej Maruškin (2021 - 2023)
- Tenente colonnello Andrej Bujlov (2023 - in carica)[55]